# XVIII arrondissement di Parigi
Il XVIII arrondissement di Parigi si trova al limite nord della città, sulla rive droite. Comprende l'antico comune di Montmartre, annesso dalla capitale nel 1860. È il secondo arrondissement più popolato.

## Dati

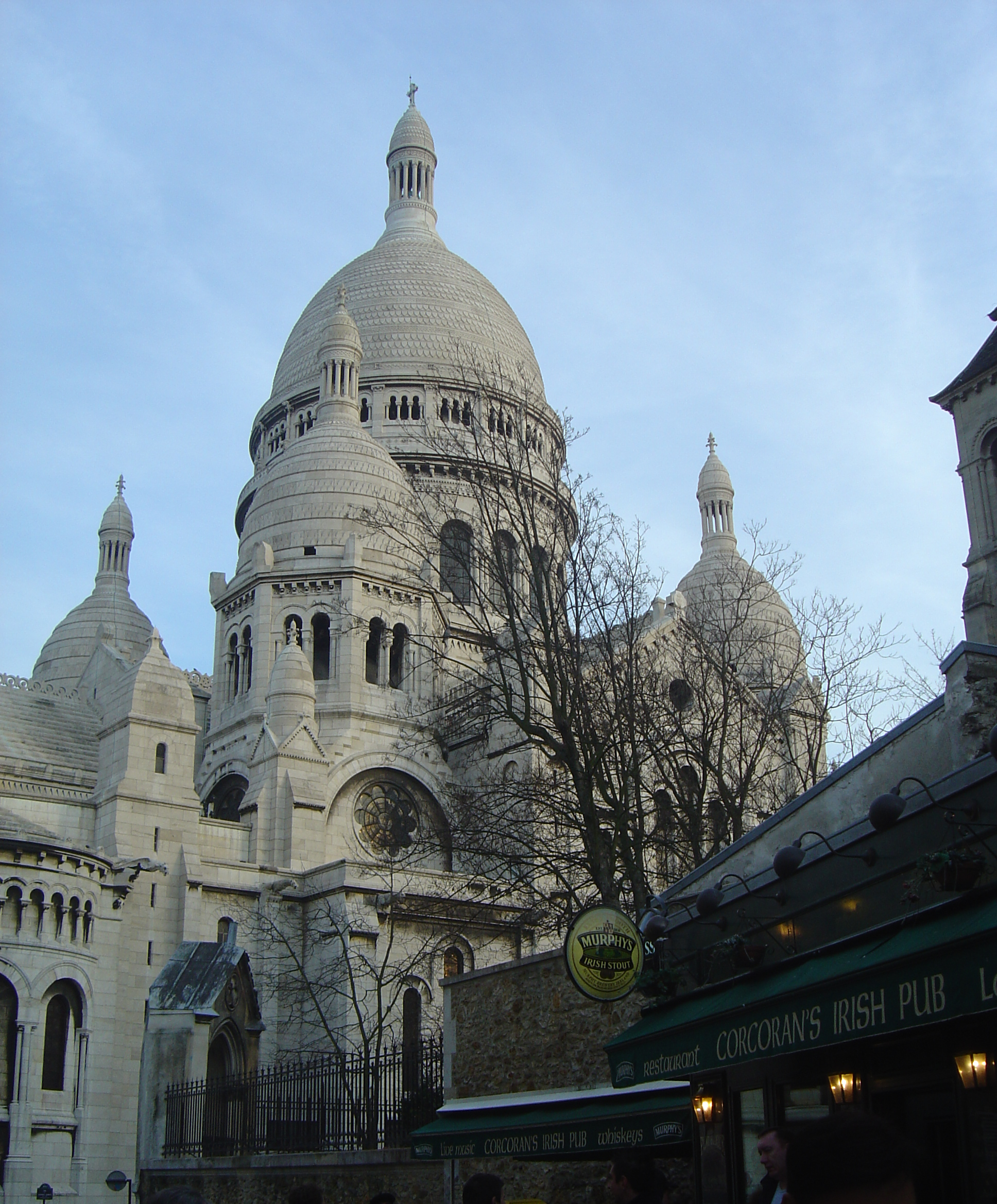
Il Sacré-Cœur dalla Rue du Chevalier de la Barre

| Anno                        | Abitanti | Densità di popolazione (ab./km2) |
| --------------------------- | -------- | -------------------------------- |
| 1931 (picco di popolazione) | 288 810  | 48 095                           |
| 1962                        | 254 974  | 42 460                           |
| 1968                        | 236 776  | 39 430                           |
| 1975                        | 208 970  | 34 799                           |
| 1982                        | 186 866  | 31 118                           |
| 1990                        | 187 657  | 31 250                           |
| 1999                        | 184 586  | 30 739                           |
| 2006                        | 192 042  | 31 953                           |

## Luoghi d'interesse
- La place du Tertre
- Il Moulin Rouge a Pigalle
- Basilica del Sacré-Cœur
- Chiesa di Saint-Bernard
- Chiesa di Notre-Dame de Clignancourt
- Cimitero di Montmartre

## Quartieri
- Grandes-Carrières
- Clignancourt
- La Goutte-d'or
- La Chapelle